# Енергі (Котбус)
«Енергі» (нім. Energie Cottbus) — футбольний клуб з міста Котбус в Німеччині. Заснований 31 січня 1966 р. Є найуспішнішим клубом із колишньої НДР.

## Історія
Клуб був заснований під назвою «Активіст» в 1962 році і через рік переїхав до Котбуса, де базується дотепер. Фарм-клубом команди став «Локомотив Котбус». 31 січня 1966 «Енергі» була розпущена, але згодом відроджена.
Перший вихід у вищу за рівнем лігу датований 1973 роком, після нічиєї з «Форвертс Штральзунд» (1:1). Команда вилетіла в перший же рік після виходу, і так 4 рази (1974, 1976, 1982, 1987). Лише в 1989 році команда змогла затриматися в Оберлізі. За підсумками сезону 1989/90 команда змогла зайняти 7-е місце і кваліфікуватися в Кубок Інтертото, де посіла лише третє місце у своїй групі. У сезоні 1990/91 команда зайняла передостаннє місце.

## Після об'єднання Німеччини
У сезоні 1993/94 «Енергі» посіла третє місце в третій за рівнем Оберлізі, і взяла участь у перехідному плей-оф. У перших 2 сезонах вона зайняла 3-є місце. Новий сезон команда почала в Регіоналлізі. У 1997 році вийшла в Другу Бундеслігу, пробула там три сезони. У 2000 році котбуська команда вперше вийшла в Бундеслігу і зайняла там 14-е місце. У наступному сезоні фінішувала тринадцятою, але роком пізніше вилетіла. Заслуговує на увагу те, що 6 квітня 2001 в стартовому складі матчу проти «Вольфсбурга» були одні іноземці.
Сезон 2003/04 команда почала у Другій Бундеслізі. «Енергі» була за крок від повернення, але зайняла 4-е місце, тільки через те, що у неї різниця м'ячів була гіршою, ніж у «Майнца 05». А в сезоні 2005/06 вихід у Бундеслігу не був ціллю, проте, отримавши перемогу 3:1 над «Мюнхен 1860», «енергетики» повернулися туди після 3 років відсутності. У сезоні 2006/07 команда грала посередньо, і втрималась у Бундеслізі після перемоги над «Байєром» (2:1). У сезоні 2008—2009 зайняла 16-е місце, програла однойменній команді з Нюрнбергу з рахунком 0:5 у сумі 2 матчів, і вибула в другу Бундеслігу. У сезоні 2013—2014 зайняла остання 18-е місце і з 25 очками вилетіла в Третю Бундеслігу.

## Символіка та форма
На старому логотипі була зображена блискавка з трансформатора струму. Емблема являє собою щит, на якому проведено дві білі діагональні смуги. Нагорі щита розміщено напис «Energie». Знизу на емблемі поміщений золотий вінок з лаврових гілок. Вдома команда грає в червоних футболках з білими шортами, а на виїзд одягає білі футболки та червоні шорти.

## Досягнення
- Фіналіст Кубка Німеччини — 1997
- Вихід у Бундеслігу — 2000, 2006

## Поточний склад
| №  | Поз. | Нац.      | Гравець            |
| -- | ---- | --------- | ------------------ |
| 1  | ВР   | Австрія   | Роберт Альмер      |
| 4  | ПЗ   | Хорватія  | Івіца Бановіч      |
| 6  | ЗХ   | Німеччина | Уве Мерле          |
| 7  | ПЗ   | Німеччина | Даніель Брінкманн  |
| 8  | ПЗ   | Німеччина | Марк-Андре Крушка  |
| 9  | НП   | Колумбія  | Джон Хайро Москера |
| 10 | НП   | Німеччина | Марко Штіперман    |
| 11 | ПЗ   | Хорватія  | Стівен Рівіч       |
| 12 | ВР   | Німеччина | Рене Ренно         |
| 13 | ЗХ   | Німеччина | Юліан Бернер       |

| №  | Поз. | Нац.        | Гравець            |
| -- | ---- | ----------- | ------------------ |
| 14 | ПЗ   | Франція     | Ніколя Фаріна      |
| 15 | ЗХ   | Німеччина   | Александр Біттрофф |
| 19 | ПЗ   | Швеція      | Амін Аффейн        |
| 20 | ПЗ   | Гана        | Чарльз Текуй       |
| 21 | ПЗ   | Польща      | Себастьян Мровка   |
| 22 | ПЗ   | Росія       | Андре Фомічєв      |
| 23 | ЗХ   | Німеччина   | Маркус Брженска    |
| 26 | НП   | Словаччина  | Ерік Єндрішек      |
| 27 | НП   | Кот-д'Івуар | Бубакар Саного     |
| 33 | ЗХ   | Німеччина   | Міхаель Шульце     |
| 37 | ПЗ   | Німеччина   | Кристіан Бікель    |

## Відомі гравці
- Томислав Пиплиця
- Ігор Мітрескі
- Валерій Соколенко
- Ефстатіос Алонефтіс

## Цікавий факт
16 лютого 2008 року канцлер ФРН Ангела Меркель стала почесним членом «Енергі», який виступав у цей день проти «Боруссії» (Дортмунд).